# Bronisław Żurakowski
Bronisław Żurakowski (ur. 26 czerwca 1911 w Maciejówce nad Donem, zm. 4 października 2009) – samolotowy i śmigłowcowy konstruktor lotniczy, obliczeniowiec, pilot szybowcowy, szybowcowy pilot doświadczalny.

## Życiorys
Lotnictwem interesował się już w okresie nauki w gimnazjum. W 1928 r. brał udział w pracach nad budową szybowca MS-4. W maju 1930 r. ukończył gimnazjum w Lublinie i we wrześniu tegoż roku rozpoczął studia na Wydziale Mechanicznym Politechniki Warszawskiej. Po uzyskaniu półdyplomu w 1934 roku kontynuował studia na Oddziale Lotniczym. W tymże samym roku uzyskał kat. D pilota szybowcowego, uprawiając ze szczególnym zamiłowaniem akrobację szybowcową. Studia ukończył w roku 1936.
Rozpoczął pracę w DWL- RWD w sierpniu 1936 projektując okucia, zbiornik paliwa i inne detale do samolotu RWD-14 „Czapla”. Na przełomie lat 1936/37 zaprojektował samodzielnie szkolno-akrobacyjny samolot RWD-17, a później RWD-20 - pierwszy polski samolot sportowy z kołem przednim i RWD-17W (odmiana na pływakach). Wykonał obliczenia dla RWD-16 bis, RWD-21 i RWD-23.
We wrześniu 1939 odprowadził lotem 2 samoloty RWD-21 w rejon Stanisławowa – mimo iż samolotem nigdy samodzielnie nie latał. Okupację spędził w kraju w Warszawie, pracując jako robotnik najpierw w warsztacie Mechaniki Precyzyjnej inż. Jana Idzikowskiego, następnie w Zakładzie Przyrządów Precyzyjnych inż. A. Maksymowicza no Okęciu. Jednocześnie dorabiał produkując wspólnie z inż. T. Chylińskim i inż. R. Berkowskim mydło toaletowe, przy czym część dochodów przeznaczono na poczet przyszłej wytwórni samolotów, którą planowali otworzyć po wojnie. Od listopada 1942 był w AK w organizacji „Wachlarz” (nr 218, Kartoteka Centralna „Wachlarza”) używając pseudonimów „Czarnocki” i „Żółw”. Po II wojnie był współkonstruktorem motoszybowca „Pegaz” (projekt kadłuba) i zajmował się w GIL (Główny Instytut Lotnictwa) lotami doświadczalnymi na szybowcach (Sęp, Mucha, ABC, Komar 48) prowadząc jako pilot doświadczalny ich próby państwowe. Był głównym konstruktorem pierwszego polskiego śmigłowca (współkonstruktorzy to Zbigniew Brzoska i Tadeusz Chyliński). Z racji braku pilota podjął się pierwszych prób naziemnych i początkowych prób w locie na śmigłowcu BŻ-1 GIL. Następnie zaprojektował w biurze TKH śmigłowiec BŻ-4 Żuk. Śmigłowiec ten zawierał w sobie wiele nowych rozwiązań jak: elastyczne zamocowanie silnika z przekładnią główną, trójłopatowy dodatkowy wirnik sterujący i ustateczniający dynamicznie śmigłowiec w locie, czy rtęciowe sprzęgło w zespole napędowym (konstrukcji doc. inż. Wiktora Narkiewicza).
W 1961 r. gdy miał objąć kierownictwo biura konstrukcyjnego obronił pracę magisterską na Wydziale Lotniczym PW. Jego zespół konstrukcyjny przejął prace konstrukcyjne nad samolotem inż. R. Orłowskiego PZL-104 Wilga 1, którego konstrukcję ulżono aż o 190 kg i doprowadzono do możliwości sprzedaży jej licencji do Indonezji.
Po rozwiązaniu biur konstrukcyjnych w 1970 roku powrócił do Instytutu Lotnictwa jako doradca i gł. specjalista ds. śmigłowcowych. Włożył wiele inwencji we wczesnym stadium projektu śmigłowca PZL W-3 Sokół. W ostatnich latach swej kariery zawodowej zajmował się problematyką tłumienia drgań (rezonansowych eliminatorów drgań) w śmigłowcach. Prowadził wykłady na Wydziale MEiL-u z zakresu konstrukcji śmigłowców.
Był ostatnim, żyjącym konstruktorem DWL-RWD i ostatnim żyjącym przedwojennym konstruktorem lotniczym. Zmarł 4 października 2009 r. w wieku 98 lat, został pochowany w Warszawie, na Wawrzyszewie (cmentarz przy ul. Wólczyńskiej).
Był rodzonym bratem pilota myśliwskiego i słynnego pilota doświadczalnego Janusza Żurakowskiego, który wsławił się w zakresie akrobacji na samolotach odrzutowych (figura „Koło Zurabatyczne” na samolocie Meteor) i oblataniem kanadyjskiego naddźwiękowca Avro Arrow.

## Ordery i odznaczenia
Został odznaczony Krzyżem Kawalerskim Orderu Odrodzenia Polski (14 X 1971), brązowym medalem „Za zasługi dla obronności kraju” (21 VI 1976), medalem „Skrzydła Puławskiego” (1986) oraz Odznaką Zasłużonego Pracownika Instytutu Lotnictwa i innymi wyróżnieniami.